# مونت كارلو

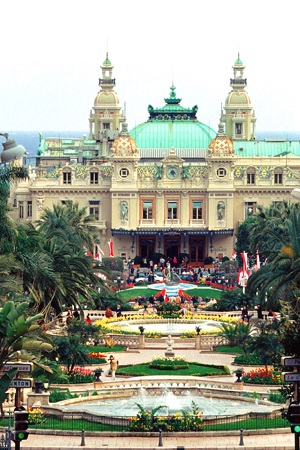
كازينو مونت كارلو

مونت كارلو أو مونتي كارلو (بالفرنسية: Monte Carlo)‏ هي إحدى المناطق الإدارية الموجودة في إمارة موناكو على ساحل البحر المتوسط. العاصمة الرسمية لموناكو هي موناكو فيل "Monaco-Ville".
تعتبر مونت كارلو واحدة من أهم وأفخم المنتجعات السياحية العالمية. وتشتهر مونت كارلو بكازينوهاتها الشهيرة، كما تعرف بالمقامرة وكذلك بالحياة المترفة، وتوافد الأثرياء والمشاهير إليها من أماكن مختلفة حول العالم.
يقدر عدد السكان المقيمين بشكل مستمر في دائرة «حي» مونتي كارلو بنحو 3500 نسمة. مونت كارلو لاتحوي فقط الكازينو الكبير «كازينو مونتي كارلو» ولكن تحوي أحياء مثل سان ميشيل وسان رومان إضافة للارفوتو تيرانو.

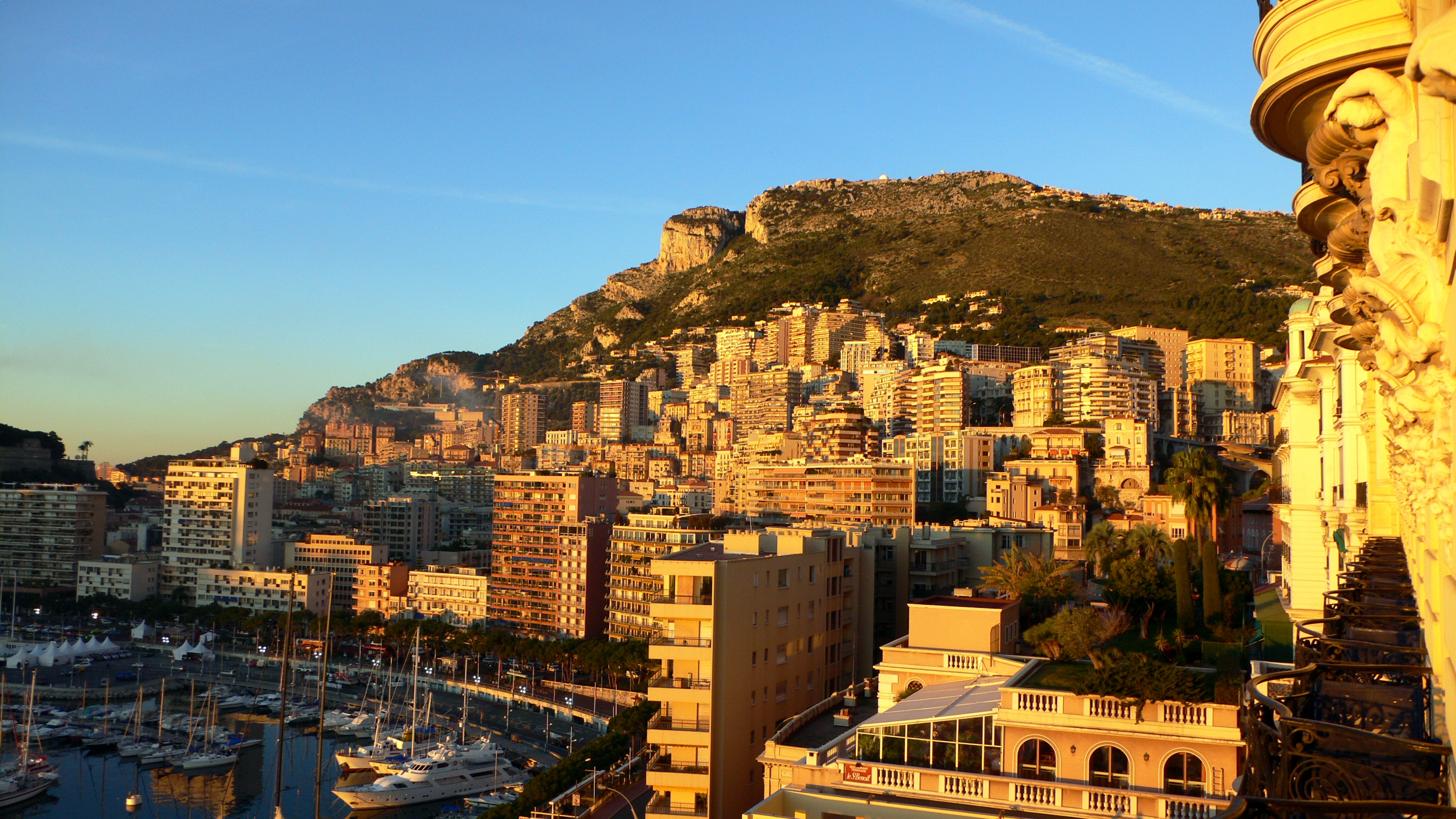
منظر لمونت كارلو وقت الغروب

تأسست مونت كارلو في العام 1866 ومعنى الاسم بالإيطالية «جبل كارلو» والذي سمي تيمنا باسم شارل الثالث أمير موناكو بين عامي 1856 - 1889. والجبل يقع على حافة سلسلة جبال الألب البحرية حيث تقع المدينة.
تعتبر مونت كارلو مقر جميع مراحل سباقات حلبة موناكو "Circuit de Monaco"، حيث تقام سباقات الفورملا ون لجائزة موناكو الكبرى، كذلك رالي مونتي كارلو الذي يعتبر أولى السباقات السنوية للراليات العالمية. كما تستضيف المدينة كذلك مباريات دولية في الملاكمة وكذلك بطولات مونتي كارلو للماسترز وبطولات جولة البوكر الأوروبية، إضافة لعروض أزياء ونشاطات أخرى.

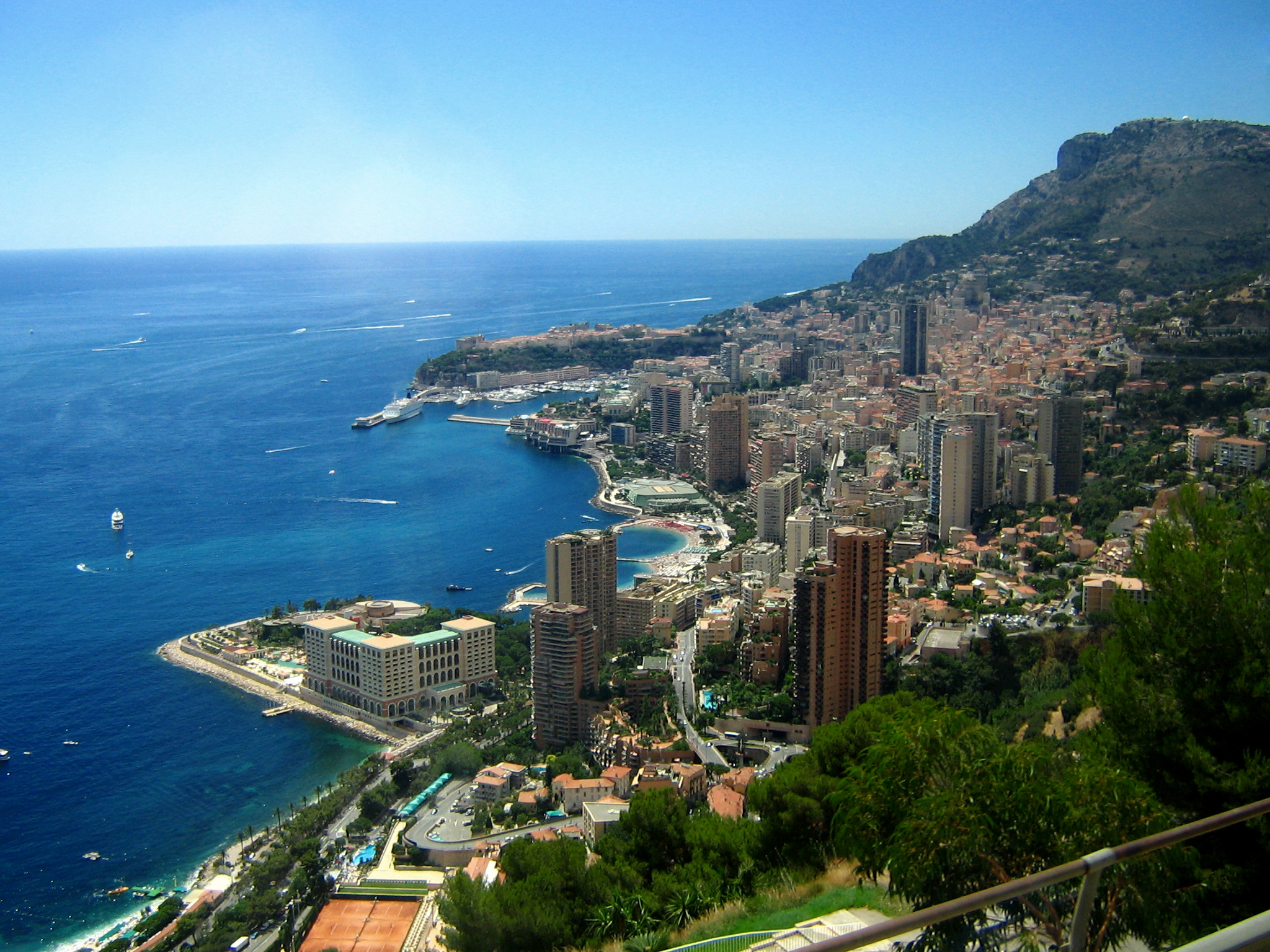
نظرة من الأعلى لدائرة مونتي كارلو

مربع مونت كارلو الإداري كان مربوطا بشبكة ترام مدينة نيس الفرنسية بين عامي 1900 حتى 1953.

## معرض صور

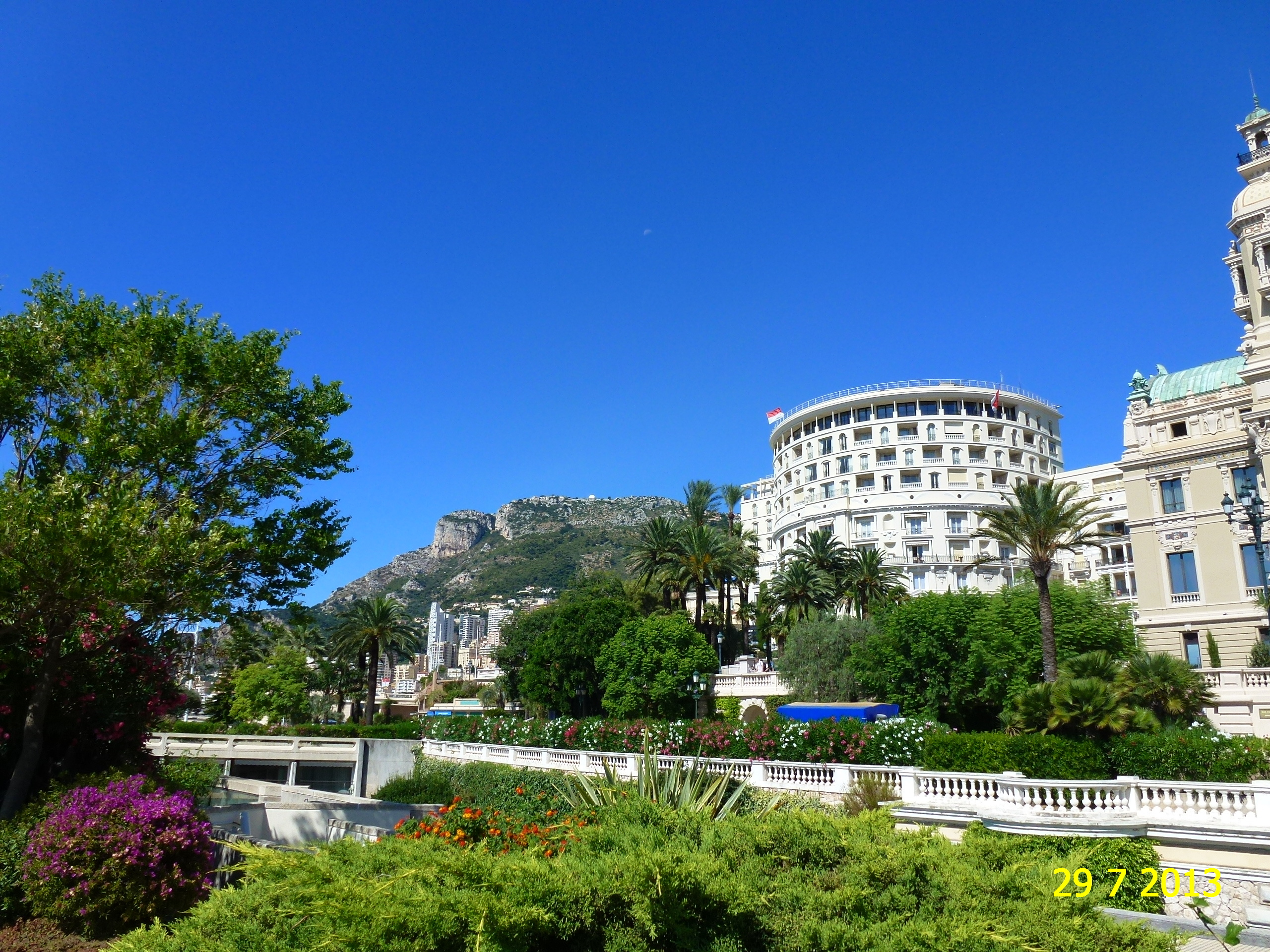
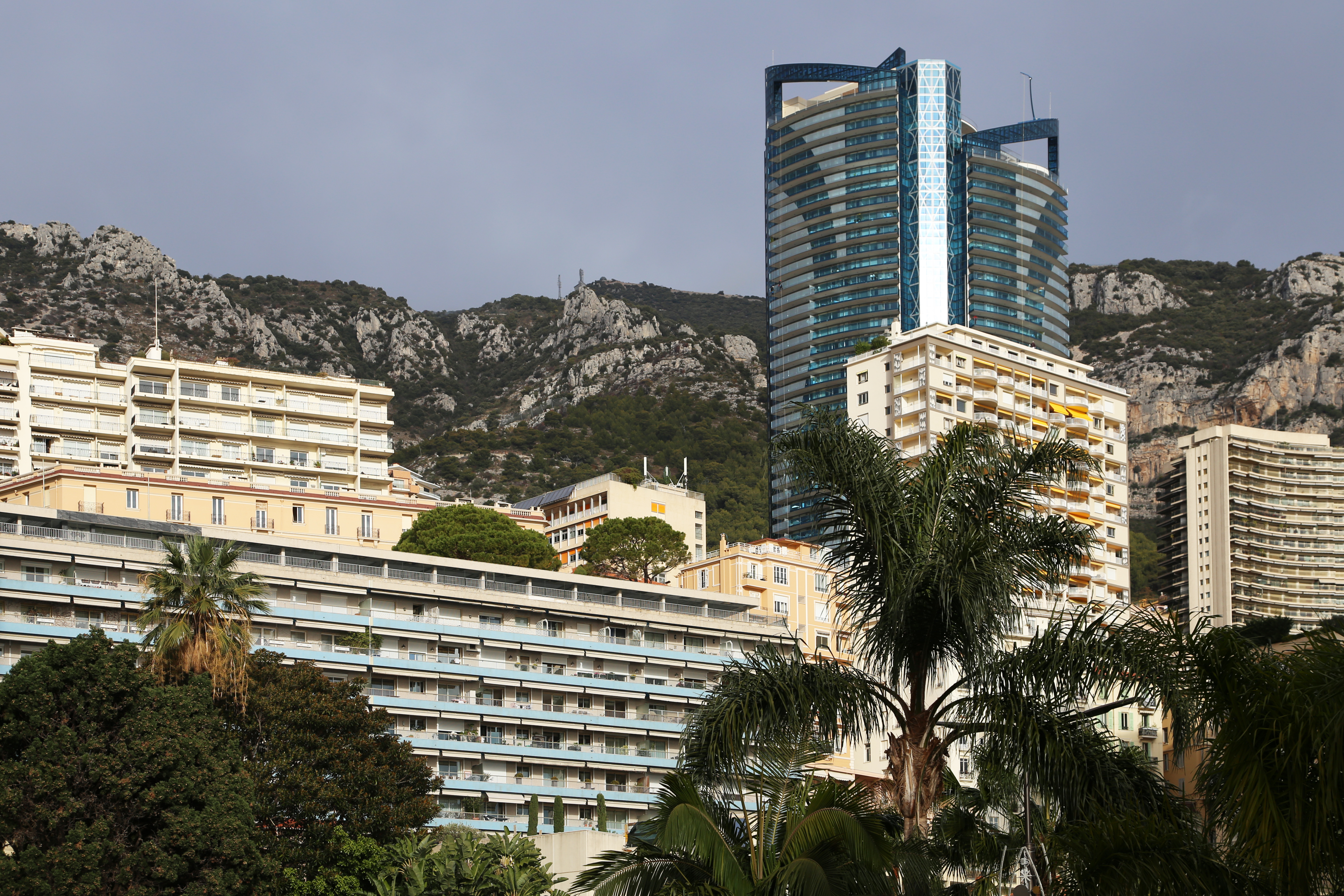
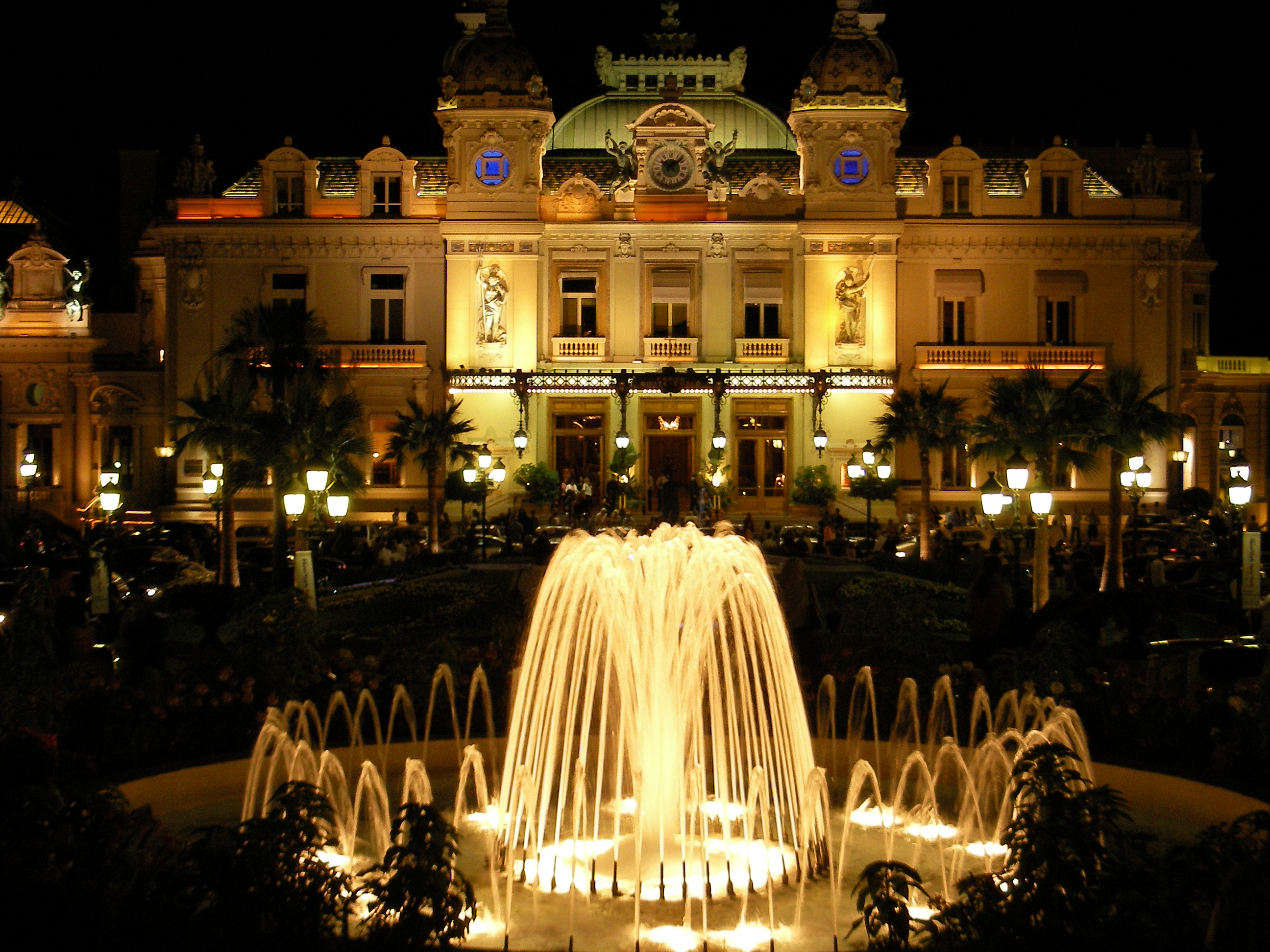
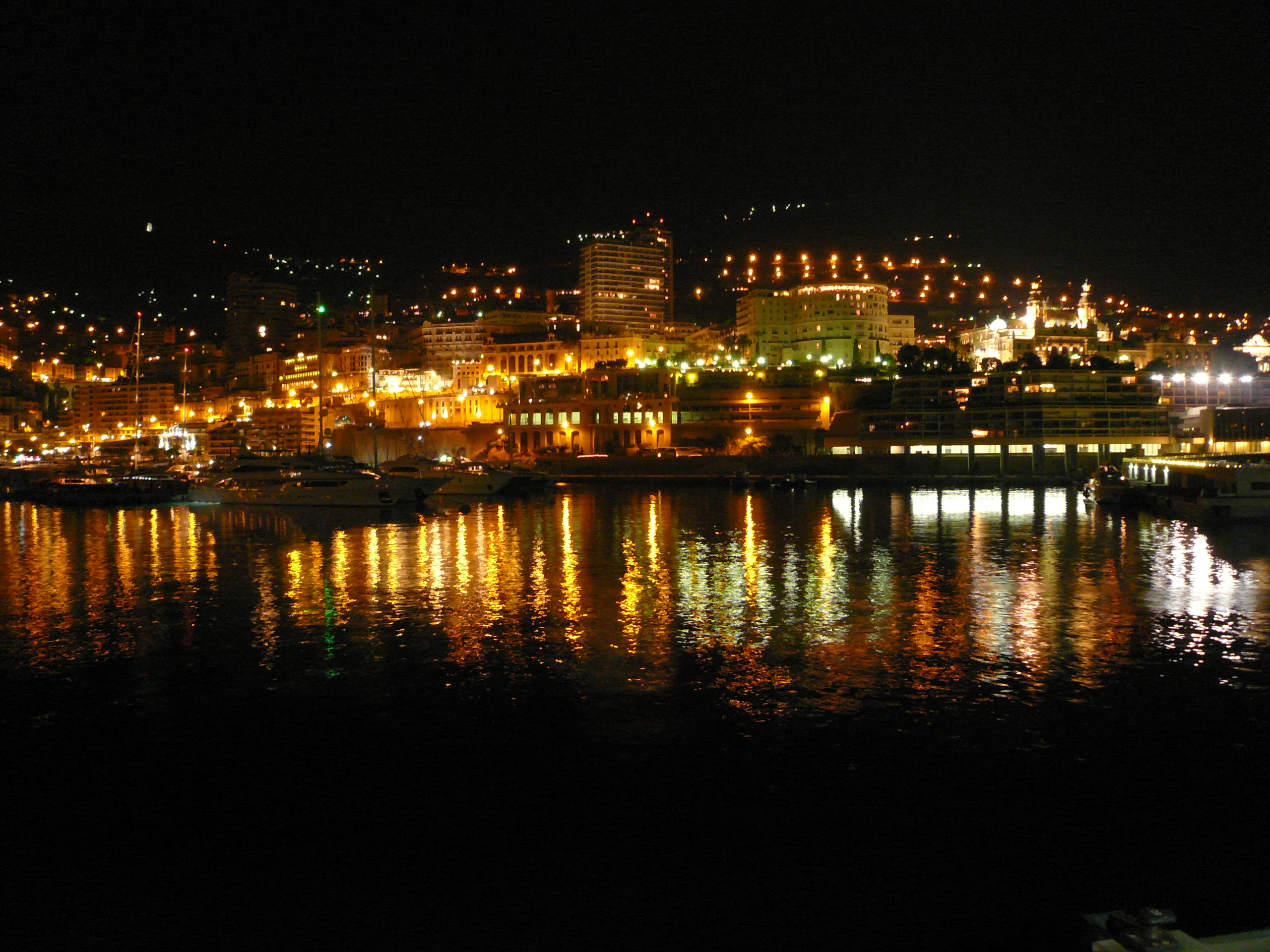
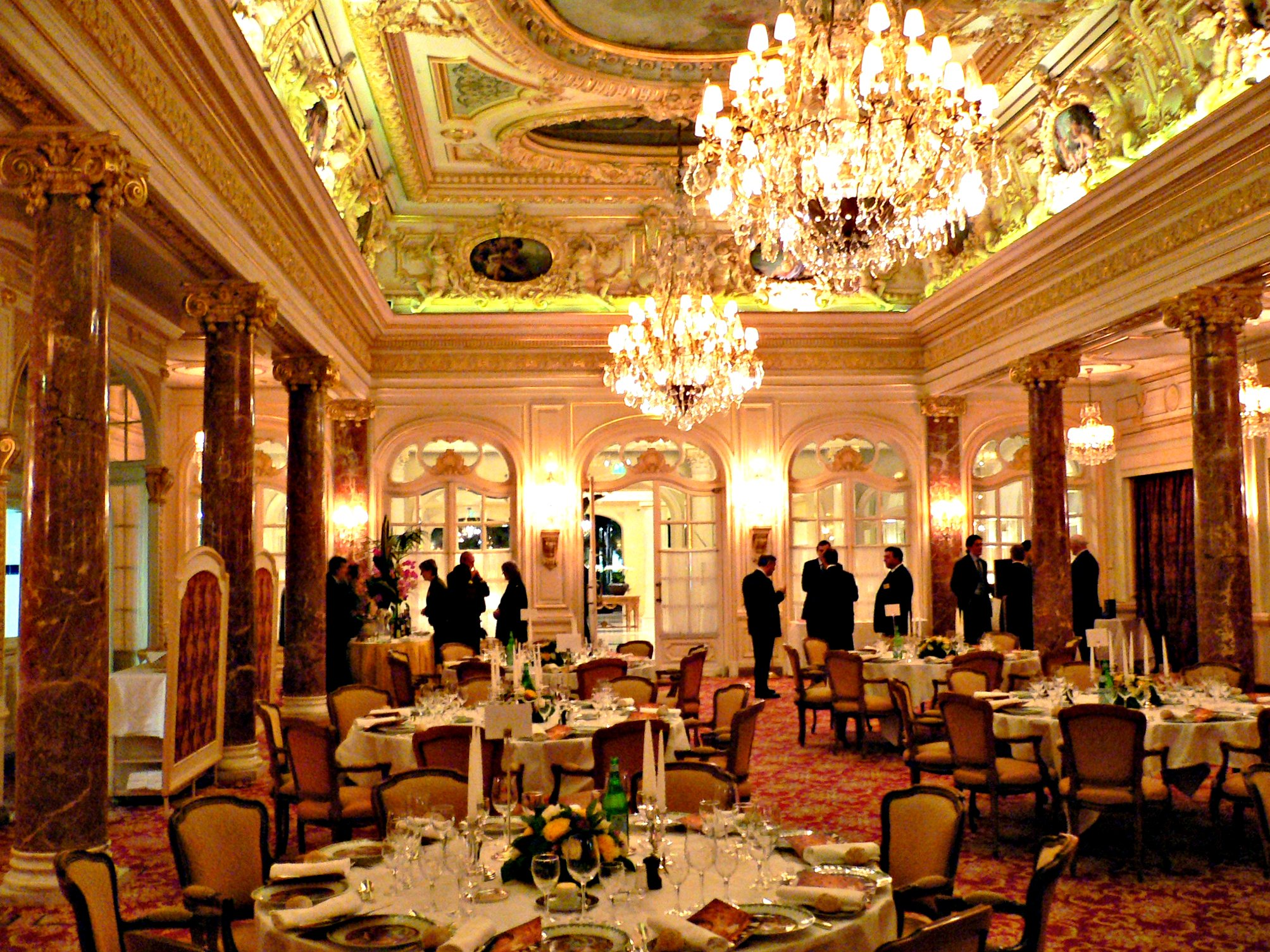

## وصلات خارجية
- بوابة الإمارة بـ5 لغات
- دليل السياحة لمونت كارلو وموناكو
- بوابة موناكو